# マカンダ
マカンダ（Makhanda）または旧称のグラハムズタウン（英語: Grahamstown、アフリカーンス語ではグラハムスタッド Grahamstad）は、南アフリカ共和国の東ケープ州に属する都市。人口約5万人（2011年）。人口の7割を黒人が占め、母語話者別だとコサ語が6割を占める。近年、旧シスカイ・ホームランドから黒人が大量に流入している。ポートエリザベスから130km、イーストロンドンからは180km離れている。イギリス系による開拓の中心都市であり、19世紀中盤に最盛期を迎えた。

## 歴史
グラハムズタウンは1812年、イギリス軍のジョン・グラハム大佐によって軍事基地として建設された。当時この地域はバントゥー系民族の最南端に位置するコサ人と白人との最前線であり、この基地を建設することでケープ植民地の境界であるフィッシュ川の防衛強化が図られた。
1819年、コサ人がフィッシュ川を越えてケープに侵入し、グラハムズタウンに攻撃を加えた。英国軍はこれを撃退したあと、この地域の防衛の強化を決定し、その一環として英国系植民者の移入を決定した。1820年、アルゴア湾に上陸した初の英国系移民は、グラハムズタウンを中心に定着し、グラハムズタウンは英国系住民の中心都市として、ケープタウンに次ぐ都市となっていった。1831年には街で最初の新聞、グラハムズタウン・ジャーナルが創刊された。
このような英国系の伸張に対し、東ケープのボーア人たちは危機感を抱き、ピーター・レティーフをはじめとして、アンドリース･ポトヒーターやアンドリース･プレトリウスといった代表者たちは、1834年にグラハムズタウンに集結し、英国からの独立と移住を決定。翌年から大移動を始めた。グレート・トレックである。
1852年にはケープタウンの次に教区が置かれ、1904年にはローズ大学が設立された。現在ではローズ大学を中心に多くの大学や教育機関の集まる文教都市となっている。また、聖マイケル&ジョージ大聖堂など教会も多く、「聖者の都市」と呼ばれることもある。
アパルトヘイト終焉後、建設者でかつ地名の由来となったジョン・グラハムが、敵対していたコサ人の戦士に対して「最大限の恐怖」を与えるため女性や子供といった家族を無差別に殺害し、家や田畑を焼いて回るといった非人道的行為を働いていたことが問題視されるようになった。これを受け2018年10月2日にグラハムズタウンはマカンダへ改称した。新名称は、イギリスとコサ人の戦争の際に預言者として活躍したコサ人の預言者マカンダに由来する。

## 人口動態
2011年実施の国勢調査によると、人口は67,264人。そのうち78.9%が黒人、11.3%がカラード、8.4%が白人と回答している。母語別では72.2%がコサ語、13.7%がアフリカーンス語、10.8%が英語となっている。

## 教育
- ローズ大学